# Ruth Saint Denis
Ruth Saint Denis (nom artístic de Ruth Dennis 20 de gener de 1879, Newark – 21 de juliol de 1968 Hollywood) va ser una ballarina nord-americana, pedagoga i pionera de la dansa moderna.

## Biografia
Els seus inicis artístics van començar amb la pràctica de la tècnica François Delsarte, que consistia en interpretar tenint en compte la veu, la declamació i la gestualització. Aquesta tècnica va tenir un paper decisiu en el desenvolupament de la seva carrera artística. El 1894, va debutar com a skirt dancer (dansa que es ballava amb una faldilla molt llarga, d'uns 12 m) en el Worth's Family Theater and Museum. Des d'aquest modest començament, va anar progressant fent gires amb el productor i director, David Belasco. Va ser precisament en una d'aquestes gires que, el 1904 a Buffalo, va veure un cartell de publicitat de cigarrets amb la deessa Isis que la va captivar i la va inspirar per crear balls orientalistes.
El 1905, va deixar la companyia de Belasco per començar la seva carrera com a artista en solitari. La primera peça que crear va ser 'Radha' el 1906, basada en la mitologia hindú, amb la música de l'òpera Lakmé de Léo Delibes. Aquesta peça era una celebració dels cinc sentits expressats a través d'una coreografia que reflectia la seva idea de la dansa com una expressió espiritual. Els seus primers treballs són indicatius del seu interès en el misticisme exòtic i l'espiritualitat.
El 1911, el ballarí Ted Shawn la va veure ballar a Denver i va esdevenir alumne seu, i el 1914, es va convertir en la seva parella artística i espòs. Ambdós, el 1915, van fundar l'escola Denishawn a Los Angeles (Califòrnia), on els estudiants ballaven descalços, aprenent danses ètniques i populars, gimnàstica rítmica Dalcroze i la Tècnica Delsarte. St. Denis aportava la inspiració als seus joves estudiants, mentre que Shawn aportava la tècnica. Aquesta escola és considerada el bressol de la dansa moderna americana. També van tenir un paper decisiu en la creació del llegendari festival de Jacob's Pillow, al poblet de Becket (Massachusetts), als Berkshires.
Encara que l'escola Denishawn va tancar les portes el 1930, ella va seguir ballant, ensenyant i coreografiant sola o col·laborant amb altres artistes. Va crear el programa de dansa de la Universitat d'Adelphi el 1938, un dels primers departaments de dansa en una universitat nord-americana. Des d'aquell moment, el programa ha estat una de les bases de l'àrea d'art escènic de la universitat. Va cofundar una segona escola el 1940, l'Escola de Nataya, que es va centrar en l'ensenyament de la dansa oriental. Durant molts anys St Denis va ensenyar en un estudi a Hollywood.
Ruth Saint Denis va morir d'un atac al cor el 1968, als 89 anys, a Hollywood.

## Llegat
La herència que ens ha llegat inclou no només el seu repertori de danses d'inspiració oriental, sinó també els seus deixebles, que es convertirien en figures fonamentals en el món de la dansa moderna. Alguns dels seus alumnes més famosos van ser Martha Graham, Charles Weidman, Doris Humphrey, Lillian Powell, Jack Cole i Louise Brooks. Moltes companyies inclouen en els seus repertoris col·leccions de solos de la seva autoria, incloent el programa «L'art del solo», una mostra de solos famosos dels pioners de la dansa. El 1987 va ser inclosa en el Cornelius Vanderbilt Whitney Hall of Fame i l'organització Dances of Universal Peace ha publicat molts dels seus  escrits inèdits sobre la dansa espiritual i la mística del cos.